# Sabiá-patagônico
Mimo-patagónico ou sabiá-patagónico (Mimus patagonicus) é uma espécie de ave da família Mimidae.
Pode ser encontrada nos seguintes países: Argentina, Chile, Ilhas Malvinas e Ilhas Geórgia do Sul e Sandwich do Sul.
Os seus habitats naturais são: matagal árido tropical ou subtropical e florestas secundárias altamente degradadas.